# Venediger Au

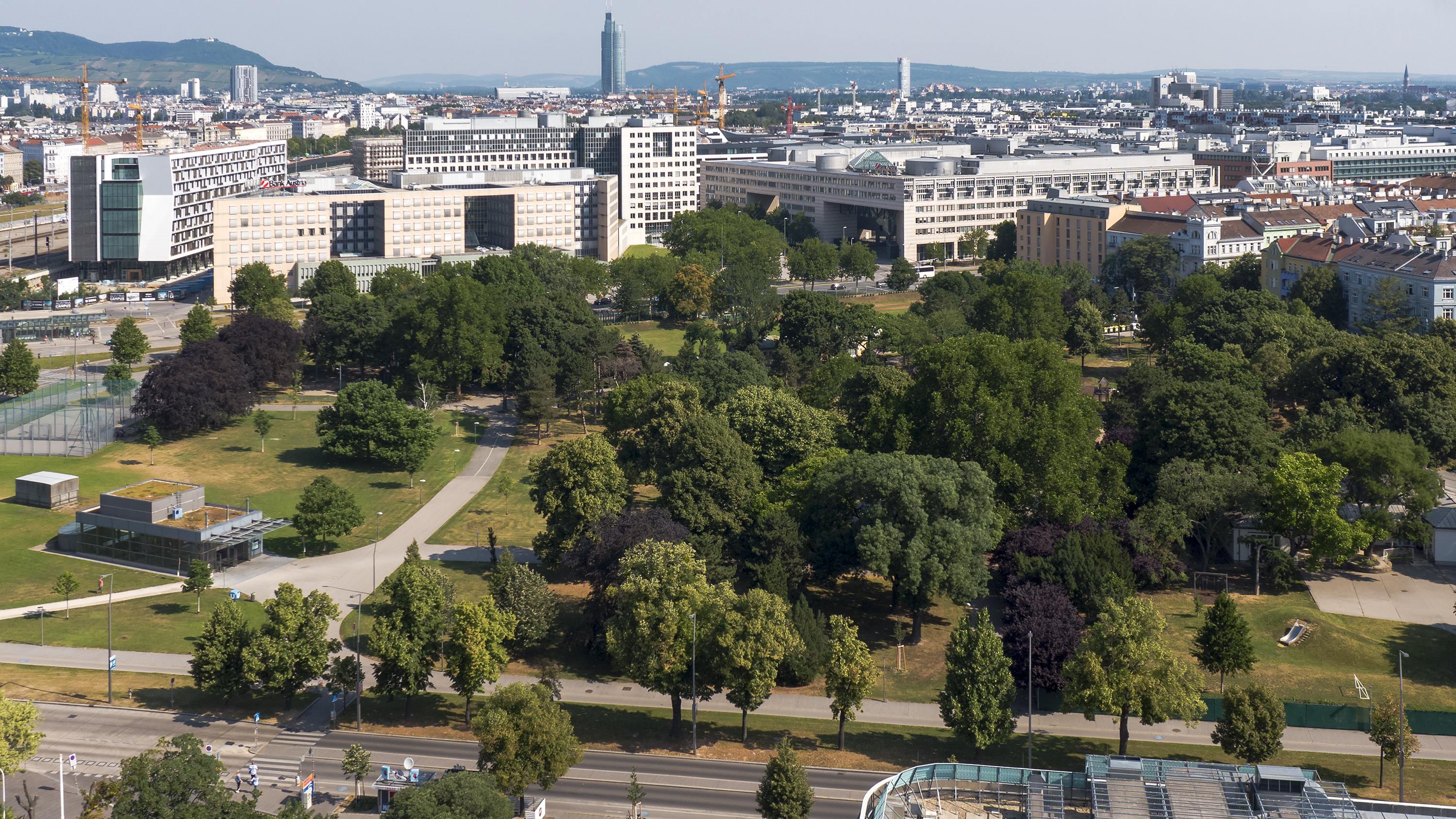
Die Venediger Au vom Riesenrad aus gesehen

Die Venediger Au ist eine Parkanlage im 2. Wiener Gemeindebezirk Leopoldstadt, unmittelbar nordöstlich des Pratersterns. Im Norden wird sie von der Lassallestraße, im Osten von der gleichnamigen Straße Venediger Au, im Süden von der Ausstellungsstraße und im Westen vom Praterstern begrenzt.

## Geschichte

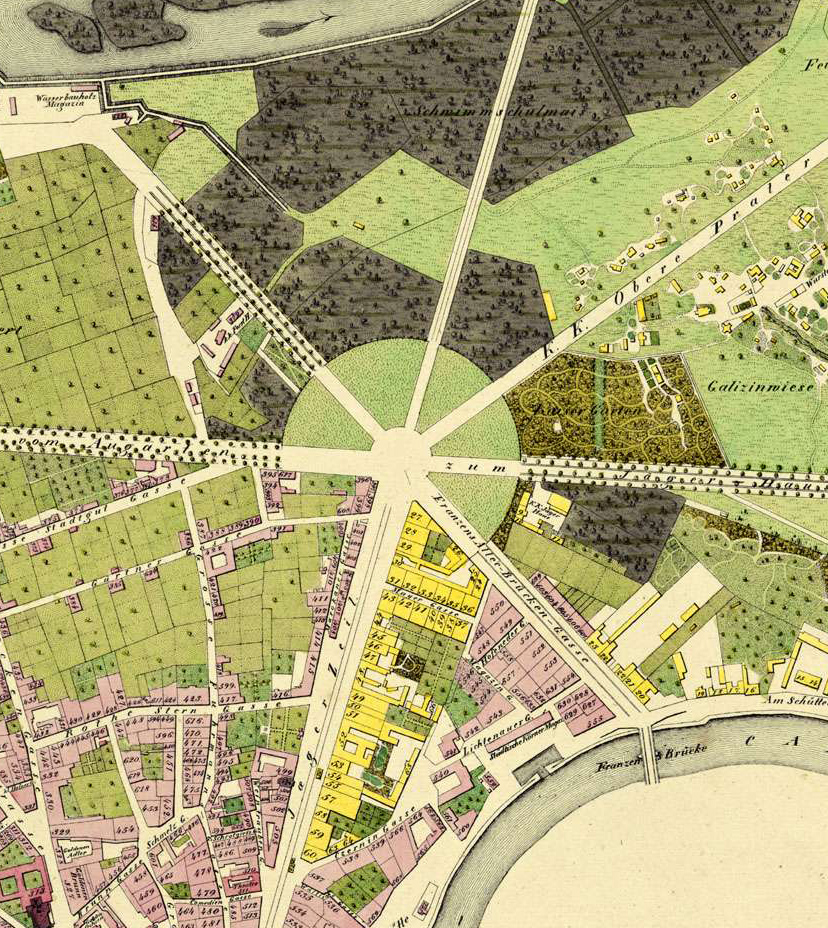
Der Praterstern um 1830

Die Venediger Au wird in einer Urkunde aus dem Jahr 1377 erstmals erwähnt. Allerdings bezeichnete der Begriff zunächst das Gebiet der heutigen Praterstraße. Ab 1569 siedelten sich dort Holzarbeiter und Jagdaufseher an. Diese Ansiedlung wurde aber schon bald in Jägerzeile umbenannt, der Begriff „Venediger Au“ wurde fortan für das Gebiet nordöstlich verwendet. Die neue Venediger Au scheint in der Folgezeit nicht genutzt worden zu sein, sie erscheint auf Karten bis ins 19. Jahrhundert hinein als Grünfläche. 1872 wurde am Ende der Jägerzeile (die heutige Praterstraße) der Praterstern angelegt, in den sieben Straßen sternförmig einmündeten.
Gegen Ende des 19. Jahrhunderts hatte sich südlich der Venediger Au der „Volksprater“ bzw. „Wurstelprater“ entwickelt. Gegen Ende des Jahrhunderts überschritt der Wurstelprater die Ausstellungsstraße nach Norden. Einige Vergnügungsbetriebe siedelten sich in der Venediger Au an, am prominentesten der Zirkus Busch Straßenseitig gegenüber des heutigen Bahnhofs. Im Jahr 1890 wurde im Rahmen der „Land- und Forstwirtschafts-Industrie- und Kunst-Ausstellung“ eine schmalspurige Parkeisenbahn errichtet und „Schnackerlbahn“ genannt. Sie führte von der Venediger Au zum Südportal der Wiener Messe mit der Rotunde und war die Vorläuferin der späteren Liliputbahn.
Das zu dieser Zeit bestehende Venedig in Wien befand sich trotz der Namensähnlichkeit südlich auf dem Areal der Kaiserwiese.
In den folgenden Jahrzehnten vergrößerte sich das Vergnügungsviertel Venediger Au auf eine 48.250 Quadratmeter große Fläche. Neben dem Zirkus Busch gab es Reitställe, Bierdepots und diverse Schaubuden.
Während der Schlacht um Wien wurden diese Einrichtungen durch Bombentreffer stark beschädigt, wobei das eigentliche Ziel meist der nahe gelegene, strategisch wichtige Nordbahnhof war. Bei Kriegsende im Mai 1945 war der Wurstelprater nahezu völlig zerstört. Während der Teil südlich der Ausstellungsstraße bis 1953 sukzessive wieder aufgebaut wurde, entschied man sich, den Bereich Venediger Au aufzugeben. Das Areal wurde von der Stadt Wien übernommen und 1949 zu einem Park mit Sportanlagen und Kinderspielplätzen umgebaut. Es war dies die damals größte Garteninstandsetzung seit dem Krieg, die budgetierten Kosten betrugen 830.000 Schilling.

## Die Venediger Au heute

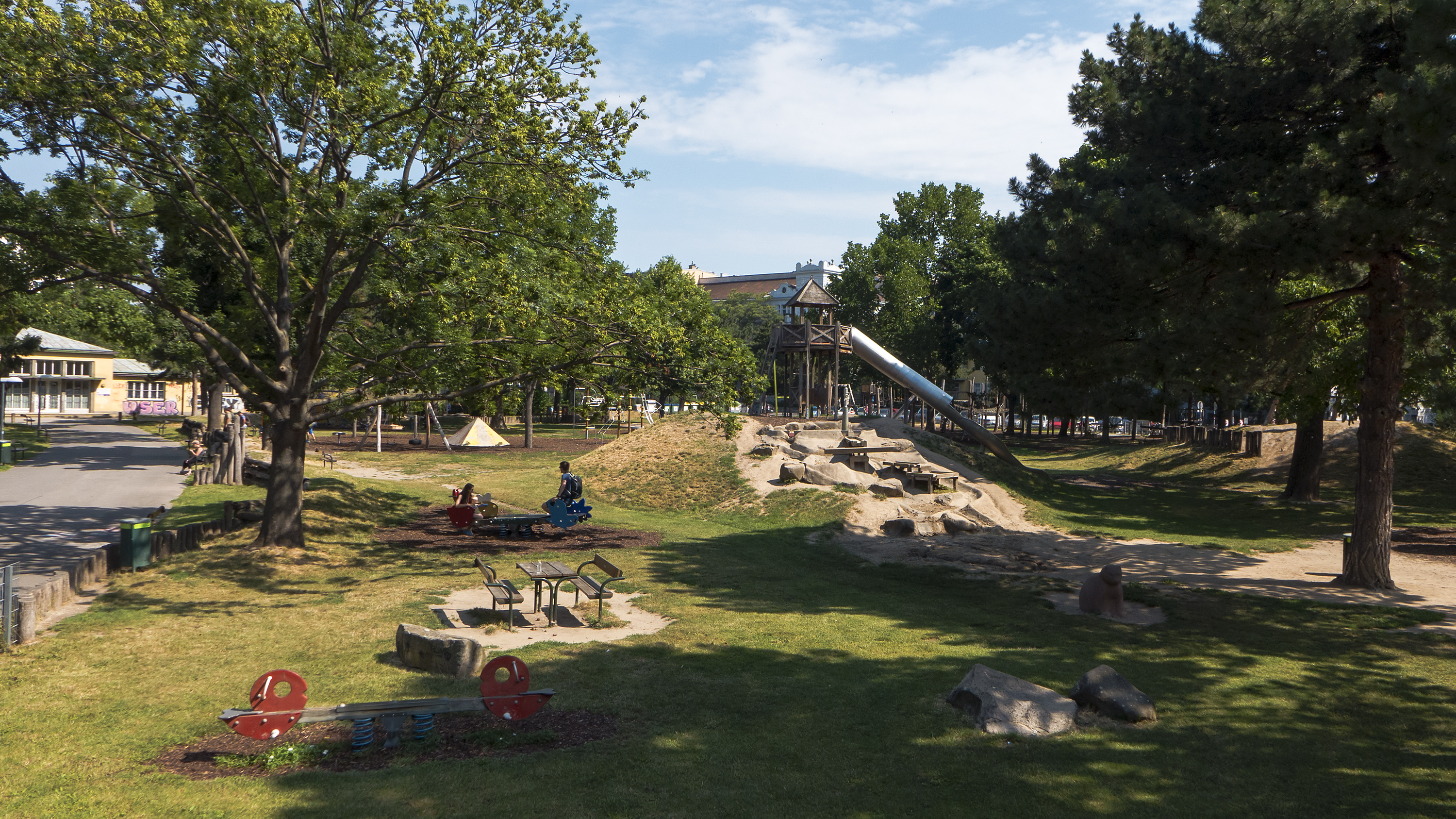
Kinderspielplatz

Heute ist die Venediger Au eine parkähnliche Grünfläche mit einem Kinderspielplatz und einem Hort. Im Nordteil (Venediger Au 11) liegt die Jugendsportanlage Venediger Au. Sie bietet auf einer Fläche von 7.610 Quadratmetern Einrichtungen für die Sportarten Fußball, Hochsprung, Weitsprung und Kugelstoßen. Das Gebiet ist sehr leicht mit öffentlichen Verkehrsmitteln zu erreichen, da 2008 ein Ausgang der U-Bahn-Linie U2 (Station Praterstern) im Park errichtet wurde.